# Bomolocha nikkensis
Bomolocha nikkensis är en fjärilsart som beskrevs av Alfred Ernest Wileman och Reginald James West 1930.
Bomolocha nikkensis ingår i släktet Bomolocha och familjen nattflyn. Inga underarter finns listade i Catalogue of Life.